# Escut d'Indonèsia
L'escut d'Indonèsia, anomenat en indonesi Garuda Pancasila, representa el déu ocell Garuda d'or amb un escut compost al pit i agafant amb les urpes una cinta d'argent on hi ha inscrit el lema nacional. Els elements de dins l'escut representen la Pancasila, els cinc principis de la filosofia nacional indonèsia. El Garuda Pancasila fou dissenyat pel sultà Hamid II de Pontianak i fou adoptat com a símbol nacional l'11 de febrer de 1950.

## Simbolisme

### El Garuda
El Garuda, el vehicle de Vixnu, és l'àguila daurada de la mitologia hindú i budista; és una mena de quimera, amb ales, bec i potes d'àguila i braços i tronc d'home. Emblema molt comú de les nacions del sud i el sud-est d'Àsia (per exemple, és també el símbol nacional de Tailàndia), a l'escut d'Indonèsia recorda els regnes hindús precolonials que van governar l'arxipèlag.
Malgrat la forma antropomòrfica que presenta tradicionalment el Garuda, el de l'escut indonesi es representa de manera naturalista. El disseny està inspirat en l'àguila astor de Java (Spizaetus bartelsi), endèmica d'aquesta illa i considerada l'ocell nacional d'Indonèsia.
A l'escut indonesi simbolitza força i poder, i l'esmalt daurat, la grandesa i la glòria. Les 17 plomes de cada ala de l'ocell, les 8 de la cua, les 19 de la base de la cua (sota mateix de l'escut) i les 45 del coll, és a dir, 17/8/1945, simbolitzen la data del 17 d'agost de 1945, diada de la Independència.

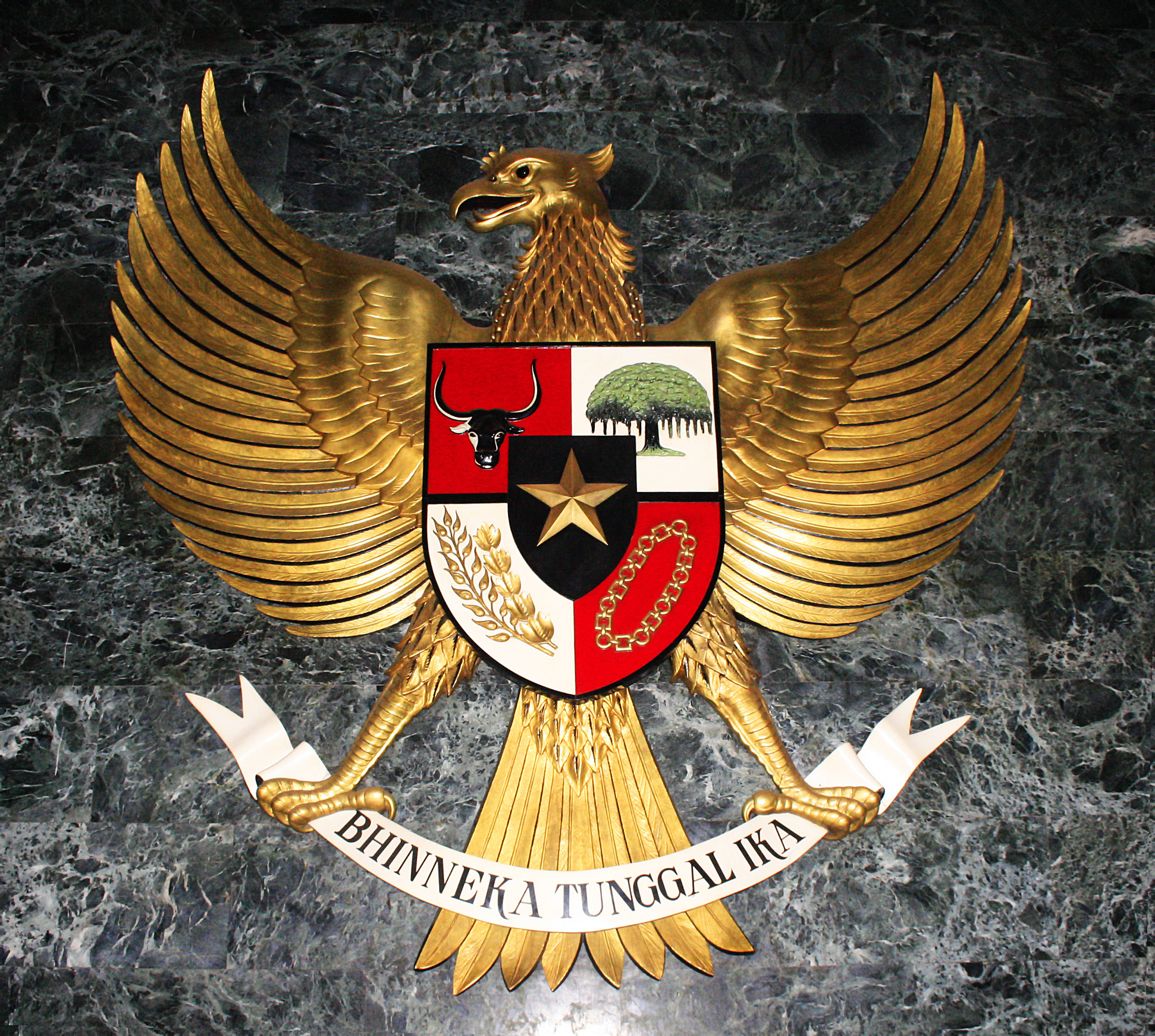
El Garuda Pancasila de la Ruang Tenang (Sala Solemne) del Monument Nacional de Jakarta

### La Pancasila
L'escut damunt el pit del Garuda és quarterat, de gules i argent, corresponents als colors vermell i blanc de la bandera estatal, amb un escussó central. La línia gruixuda horitzontal que passa pel mig simbolitza la línia equatorial, que travessa l'arxipèlag indonesi.
A cada secció de l'escut hi figura un símbol corresponent als cinc principis ideològics de la Pancasila, establerts pel president Sukarno:
- L'estrella. L'escussó central de sable amb l'estrella de cinc puntes correspon al primer principi, la creença en un sol déu. El negre és el color de la natura, mentre que l'estrella és el símbol de les religions principals d'Indonèsia (l'islam, el cristianisme, l'hinduisme i el budisme), igual com de la ideologia secular del socialisme.[1] Aquest principi de la Pancasila sempre ha estat controvertit, ja que suggereix una creença religiosa i un monoteisme obligatoris, tot i que els defensors del llegat de Sukarno creuen que era un principi per unificar la població indonèsia, que té diverses fes i creences.
- La cadena. Al quart quarter, de gules, hi ha una cadena d'or feta de baules quadrades i rodones que representa les successives generacions humanes (les baules rodones serien les dones, i les quadrades els homes). Correspon al segon principi de la Pancasila, la creença en la unió dels éssers humans.
- L'arbre. Al segon quarter, d'argent, hi ha una figuera de Bengala (en indonesi beringin). Correspon al tercer principi de la Pancasila, la unitat d'Indonèsia. Aquest arbre és conegut per les seves arrels aèries i les seves branques. La República d'Indonèsia, segons l'ideal de Sukarno i els nacionalistes, és un sol país fet de moltes i diverses arrels culturals.
- El bou. Al primer quarter, de gules, hi ha el cap d'un bou salvatge de Java, el banteng salvatge. Representa el quart principi de la Pancasila, la democràcia a través de la deliberació i el consens dels representants. Aquest bou és un animal social, com la humanitat, i les decisions cal fer-les col·lectivament. El banteng salvatge també fou adoptat com a símbol del Partit Nacional Indonesi de Sukarno, i més endavant ho fou del Partit Democràtic Indonesi de Lluita, de la seva filla Megawati Sukarnoputri.
- L'arròs i el cotó. Al tercer quarter, d'argent, hi ha una espiga d'arròs i un ram de cotó. Simbolitzen el cinquè principi de la Pancasila, la justícia social. L'arròs i el cotó representen els principals mitjans de subsistència de la població.

### El lema nacional
El Garuda engrapa amb les urpes una cinta d'argent amb el lema nacional d'Indonèsia: BHINNEKA TUNGGAL IKA, una frase en javanès antic equivalent a «Unitat en la diversitat».